# MV Georgic (1931)
MV Georgic foi um navio construído pelo estaleiro Harland and Wolff em Belfast. Ele foi o último navio construído para a White Star Line antes de sua fusão com a Cunard Line.

## Construção

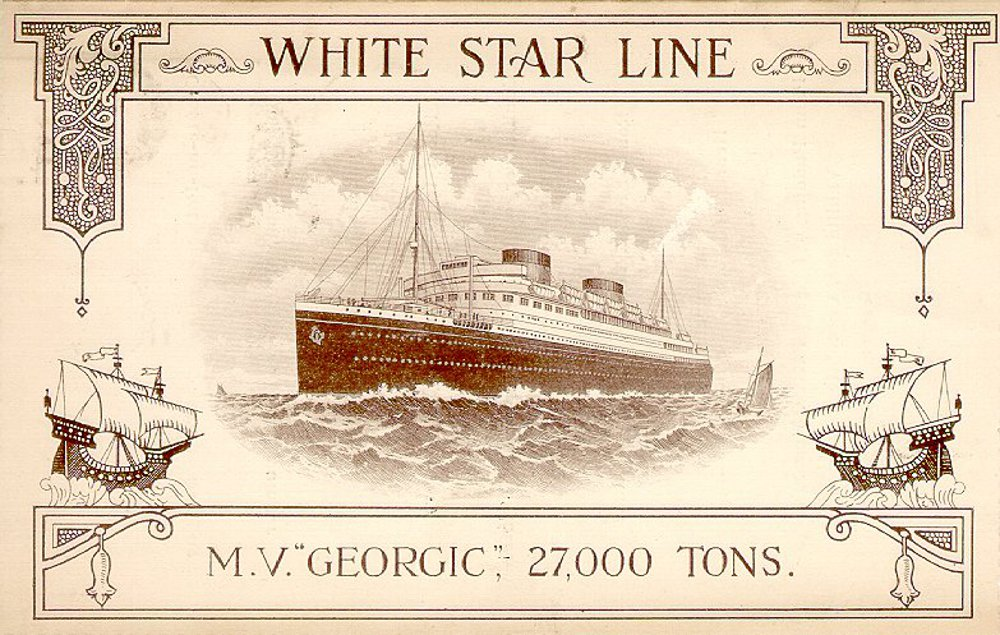
Georgic em uma carta de 1930.

Ele foi construído para operar na rota entre Liverpool e o porto de Nova York. Foi lançado ao mar em 1931 e fez sua viagem inaugural no dia 25 de junho do ano seguinte. Em 1933 ele substituiu o navio RMS Olympic que estava obsoleto na época, fazendo a rota entre Southampton e Nova York.
Seu projeto de construção era muito semelhante ao do MV Britannic, apresentando um perfil elegante e duas chaminés. Ele foi equipado com gerador que alimentava os motores elétricos, que por sua vez movimentavam as hélices. O Georgic alcançou uma velocidade de 19 nós em seus testes de velocidade. Ele tinha 711 pés de comprimento (217 metros), e uma arqueação bruta de 27 759 toneladas. O navio auxiliou a manutenção da companhia de navegação White Star Line durante a Grande Depressão.

## Início de carreira
Em janeiro de 1933, Georgic começou a navegar de Southampton para Nova York, iniciando a substituição do Olympic que estava prestes a ser desmontado. No dia 10 de maio de 1934, o navio passou a fazer parte da frota recém-formada da Cunard White Star, se juntando ao Britannic na rota de Londres, Southampton e Nova York. Em agosto de 1939, O Georgic voltou a navegar na rota entre Liverpool - Nova York, fazendo cinco viagens completas antes de ser requisitado como navio de tropas no conflito da Segunda Guerra Mundial.

## Segunda Guerra Mundial
Após o início da Segunda Guerra Mundial, Georgic foi requisitado pelo Almirantado Britânico para atuar como navio de transporte de tropas. No dia 7 de julho de 1941, Georgic foi ancorado no porto de Tewfik. Aviões alemães que estavam varrendo o céu nessa área avistaram o Georgic, atacando o navio e acertando duas bombas. Um grande incêndio iniciou, se espalhando pelas chaminés. A munição a bordo foi explodida, danificando seriamente a área da popa do navio. A ordem foi dada para abandonar o navio, com o Georgic afundando pela popa.
No dia 14 de setembro, os danos de Georgic foram avaliados e em outubro o navio teve seus buracos e aberturas tampados temporariamente, e em seguida, a água foi bombeada para reflutuar o navio. Uma inspeção na estrutura do navio foi feito, e foi tomada a decisão de enviar o navio de volta para Harland and Wolff, em Belfast, para uma remodelação completa como navio de tropas.

## Remodelação e serviços
Nos próximos meses, o navio teve seu casco reforçado. Georgic foi então rebocado para o porto de Sudan, onde teve grandes reparações estruturais, e seu casco e motores foram concluídas para o serviço. Depois de um ano, ele foi para Bombaim, onde outras reparações foram efetuadas. Em janeiro de 1943, ele deixou Bombaim a caminho de Belfast, onde Harland and Wolff lhe daria uma remodelação completa. Em dezembro de 1944, seu exterior foi alterado consideravelmente, com a chaminé da frente removida. Georgic recomeçou seu serviço como navio de tropas, que exerceram funções de guerra entre a Itália no Oriente Médio, e na Índia até 1948. Logo depois ele foi devolvido para a Cunard White Star para recomeçar o serviço de imigrantes entre Liverpool, Austrália e Nova Zelândia. Em maio de 1950, o navio retornou na rota  Liverpool - Nova York, em seu serviço para a Cunard. Tanto ele como seu navio irmão mantiveram as cores da White Star Line, sua empresa original até que os dois navios fossem aposentados. Durante o verão de 1951, o navio navegou de Southampton para Nova York, e de Southampton para Halifax. Em novembro de 1951, Georgic foi contratado para transportar tropas, lutando pela Organização das Nações Unidas na guerra da Coréia. Ele teve um breve período de transporte de tropas no Japão, e em seguida, foi alugado pelo governo australiano, transportando imigrantes de Liverpool para a Austrália em 1955. Ele foi abandonado em fevereiro de 1956, em Faslane, sendo desmontado em seguida.